# CoMaps
CoMaps是一个由社区驱动的、免费的开源的离线导航应用，使用来自 OpenStreetMap (OSM) 的地图数据。该应用通过下载地图以供离线使用，设计为无需互联网连接即可运行。CoMaps 重视隐私、透明度和社区合作，旨在提供不仅易于使用，还能尊重用户数据并促进开放参与的导航解决方案。

## 特征

### 隐私
CoMaps 通过不收集个人数据或跟踪用户位置来优先考虑用户隐私。

### 离线地图
CoMaps 完全离线运行，允许用户提前下载地图。一旦地图下载完成，导航、搜索和路线规划都不需要互联网连接。该应用提供全球离线地图，包括自行车路线、远足小径、步行路径、等高线、海拔剖面、山峰和斜坡。 

### 低电池消耗
该应用设计为在导航过程中优化电池使用。

### 导航
CoMaps 提供多种活动的导航，包括徒步、骑行、驾驶和公共交通。它支持带有语音引导的逐向导航，并允许用户在地图上搜索信息和添加书签。

## OpenStreetMap数据
CoMaps 与 OpenStreetMap 项目集成，利用其众包地图数据。该应用包含一个内置编辑器，用户可以在此贡献地图更新，例如添加商家和地标。

## 核心原则
CoMaps 团队创建了一套原则作为该项目的基础：
1. 透明度
2. 社区决策
3. 非营利性
4. 开源
5. 注重隐私
6. 集体融资
7. 公共利益资产

## 历史
CoMaps 项目是在应对 Organic Maps 社区日益增长的担忧和不满中启动的。尽管最初的 Organic Maps 项目最初被宣传为一个开放的社区努力，但它面临着与治理、透明度和股东可能以社区为代价获利相关的重大问题。     这些担忧在写给 Organic Maps 股东的一封公开信中详细列出。  尽管采取了一些积极的步骤，但缺乏实质性的解决方案，导致社区贡献者决定启动一个新的独立项目。
CoMaps 的第一个公开版本于1 June 2025发布。 
自 2025 年 5 月起， Open Collective上已设立财政主机。 目前正在为该项目构建一个非营利性或合作性的法律结构。
截至2025年5月，已在 Open Collective 上设立了财政托管。 项目正在推进成立非营利或合作的法律结构。2025年6月19日，该应用在F-Droid上发布。